# 來自深淵角色列表
本列表記載由日本漫畫家つくしあきひと所創作的奇幻漫畫 《來自深淵》中的登場角色與生物。

## 主要角色
來自深淵主要角色是指在主要劇情中，在深淵中冒險的一行人。最初只有莉可與雷格兩人同行，後來在深淵中先後遇到了奈奈祈與法普妲等人，並邀請他們加入成為同伴。
莉可（Riko，聲優：富田美憂）
女主角，12歲，故事開始時持有赤笛，後在深界五層取得專屬的響徹生命之石（白笛原料）而成為白笛，只是尚未被奧斯政府認證。。外表是一個金髮雙馬尾綠瞳孔戴著眼鏡的少女，雖然戴著眼鏡，但實際上並沒有近視或散光，戴眼鏡是因為她以肉眼視物時會頭痛，只有透過水晶鏡片才能避免。其母親是傳說之探窟家「殲滅之萊薩」，於萊薩探索深淵的過程中誕生。後來萊薩在莉可兩歲時離家開始了深淵絕界行，由於莉可是知名探窟家的女兒，為了避免被綁架成為人質，莉可從此以隱藏的身分由貝爾切洛孤兒院照顧。
個性活潑充滿好奇心，情緒起伏有時有點激烈，常常把狀況弄得更糟，被作者稱為「制造麻煩的冒失鬼」。經常擅自私藏遺物，不願遵守規定，違反孤兒院規定而受孤兒院之懲罰，被稱為“裸吊”。 行事上十分魯莽，例如直接將撿回來的雷格施予電擊嘗試喚醒他。常常為了「想知道某個東西的味道」而吃東西，即使經常吃壞肚子，也不會停止這種行為。
她具有十分豐富的深淵知識，例如記住了遺物錄中記載的所有遺物等。願望是成為白笛，前往母親出事時所處的深淵層數。為了尋找母親的下落，加上其對深淵謎團的強烈憧憬，以收到萊薩傳回地面的信件為契機，與在某天探險時所發現的機械人——雷格共同展開探索深淵的冒險。
在深淵第二層的監視基地遇上歐蘭，從其口中得知自己出生的時候是一具死嬰，爾後被歐蘭放進一級遺物「除去詛咒的搖籃」得以復活。
在深淵第四層的巨人之杯的頂部遭到穿彈獸攻擊，毒針刺穿其左掌，並一度休克。為了防止毒素擴散，請求雷格切斷左臂，但在完全切斷前得到奈奈祈的救援，在奈奈祈的協助下，縫合了左臂被切開的傷口，但由於部分神經已受損，造成莉可除拇指外其他四指癱瘓，為此奈奈祈幫¹她製造了一個輔助器具。
雷格（Reg，聲優：伊瀨茉莉也）
男主角，莉可於深淵探險中發現的機械人，外觀上的年紀看似與莉可同齡，實際年齡不明。莉可因不希望它被國家拆解，而在席奇的幫助下，使其進入孤兒院生活，其機械手臂能伸長40公尺，具移動、攻擊、支援等各種綜合能力，使冒險過程無往不利，皮膚也不會因刀子、火、毒素等原因受傷。手掌可發出強力砲擊「火葬炮」，但使用後約10分鐘會失去意識兩小時，曾被歐蘭警告過除非是非常時期，不然不可輕易動用。
之後被奈奈祈告知古代遺物是有使用次數限制，連他自己本身也不例外。因已多次為救莉可而使用了，至此最多只能再連續發射三次「完全版」火葬炮。可幸他本身的能源可以靠電力來進行補充，因此解決了使用次數限制的問題。於劇場版中有額外補充該設定，與彭多爾多決戰結束後，補充完全的能量顯示他的最大生命極限為十次火葬炮的量。
本身就是特級遺物之一，遺物名為「奈落的至寶」，而莉可的白笛能力可使遺物產生能力增幅共鳴，於55章中經由莉可吹笛之後，變成完全型態。
與生骸公主法普妲是舊相識，彼此感情十分要好，更曾約定日後會回到法普妲身邊永遠陪伴她。
奈奈祈（Nanachi，聲優：井澤詩織）

與好友米蒂一同居住在深淵第四層的一名有著類似兔子外形的、毛茸茸的「慘劇終末」。出身於北極賽雷尼之地的貧民窟，因黎明卿探索深淵的誘騙來到奧斯鎮，於轉移至深層期間結識米蒂並與之成為好友，而後兩人被迫參與黎明卿下探六層回歸的深層上升負荷實驗。由於大部分的上升負荷被轉移至米蒂身上，奈奈祈只在外型上「慘劇終末化」而人智未失，並獲得觀測深淵「力場」的能力，被黎明卿讚許是「深淵的祝福」。
實驗結束後被黎明卿要求參與開發裝備的相關實驗，之後發現米蒂遭受黎明卿實驗折磨，故帶著米蒂逃至上第四層。爲了讓米蒂的靈魂從慘劇終末的軀殼中解脫，奈奈祈一直千方百計想殺死米蒂，但始終沒有成功，直到遇見雷格後發現其火葬炮的強大威力，請求雷格以火葬炮殺死米蒂。
拯救了在第四層因中毒及上升負荷而陷入瀕死的莉可。莉可傷勢痊癒後，加入莉可及雷格的冒險陣容。
在《來自深淵》作品出版初期，日本地區的銷量並不佳，但奈奈祈章節出版之後，作品人氣明顯地提升，也超出了作者的預期，被作者稱為「招財奈奈祈」。由於其背後有一個悲慘、令人同情的故事，又具有毛茸茸以及帶有香氣等特性，因此受到許多讀者的喜愛。
法普妲（Faputa，聲優：久野美咲）
居住於深淵第六層「不歸之都」的一名「慘劇終末」，是「慘劇終末的公主」。
名字是由卡布倫取名，語意為母親的語言裡的「法嗚（身分高貴的女孩）」加上「啊普妲（不滅的事物，表示永遠的意思）」組合而成，意思為「永不凋零的公主」。因是女王的女兒，而被認為是「價值的化身」。講話時語尾喜歡加上「唆斯（そす）」以表尊貴。
為咿嚕繆咿藉「欲望的搖籃」所形成的最後一位孩子，從咿嚕繆咿身上繼承了三個「欲望的搖籃」。她誕生的瞬間，抱著對人的憎恨，而這股憎恨是因「罡甲」成員殺死她無數的兄弟姊妹為起源，故此她毀了數名與「罡甲」同行的干涉器後逃離了村莊，至此下落不明。
後來雷格為了救奈奈祈而拜託她奉獻自己的身體，她毫不猶豫將身體的一部份交給雷格，但在雷格將法普妲的身體帶進村莊後，引發酋洛依摩的搶奪，雷格情急之下使用火葬炮，讓村莊門戶大開，使原本無法進入村莊的法普妲得以進入。法普妲之後成功將村莊給破壞並吸收了村民，進而解放了母親。
與失去記憶前的雷格認識，對雷格似乎有著愛戀的情感。黃金鄉篇結束後，受到雷格邀請一起去冒險。

## 奧斯
吉路歐（Jiruo，聲優：村田太志）
貝爾爵羅孤兒院的「隊長」，萊薩的徒弟，持有月笛。
洞察力極強，識破雷格的真實身份，亦看穿雷格與莉可的深淵潛入計畫，但並未給予阻撓，而是將萊薩的信件副本與追兵出發時間以書信在雷格毫不知情的情況下交給他，以此作為對這兩人的幫助與考驗。
在探窟方面資質優異，歐蘭曾試圖收其為徒弟但被拒絕，萊薩也稱其能力優秀並對莉可交由其照顧一事相當放心。
席奇（Shigi，聲優：沼倉愛美）
莉可的朋友，持有赤笛。聰明無比，提供莉可許多關於深淵的知識。雷格加入孤兒院的「與隊長見面大作戰」也是出自於他的策略。
納德（Natto，聲優：田村睦心）
莉可的朋友，持有赤笛。對莉可的深淵潛入計畫持完全反對意見。但仍然在最後帶領莉可與雷格前往了最合適的潛入地點。雷格為進入孤兒院所講的假身世實際上是他自己真實的過去。
裘伊（Kiyui，聲優：塙愛美）
貝爾爵羅孤兒院院童，持鈴生。在莉可與雷格離開孤兒院後疑似罹患生日當天即會死去的怪病。在生日當天為了接受治療被帶往商團船隊的診療船後自行痊癒。
哈伯路克（Hablog，聲優：稻田徹）
體格高大、留著大鬍子的黑笛探窟家。將「殲滅之萊薩」直至第六層底的探索紀錄及其持有的白笛帶回之人。十分嚮往白笛，熟悉白笛探窟家們的故事，被稱為白笛癡。
性格親切豪邁，很受孩子們喜愛，從莉可小時候就很照顧她，暱稱哈伯大叔（ハボさん）。
大探窟聯合隊的領頭指揮。大探窟隊伍中混雜著平時互相敵對的人，而哈伯路克能毫無顧忌的尊重他人、唯才是用，擁有這種狀況下不可或缺的「爽朗」。據格萊瓦利所言，包含白笛在內沒有比他更適任指揮的人。
拉菲（Rafi，聲優：生天目仁美）
哈伯的妻子。家中的一台望遠鏡能夠觀測深淵約300公尺左右深度的景象，莉可在孤兒院生活期間很喜歡用那台望遠鏡觀察深淵。

## 監視基地
歐蘭（Ozen，聲優：大原沙耶香）
被稱為「不動之歐蘭」、稱作「不動卿」的探窟家，萊薩的老相識，同時也是她的師傅。持有牛頭外型的白笛以及一級遺物「千人楔」，全身上下共植入120個。力大無窮，能一拳打碎石頭做的地板。身高超過2公尺，也因為身高過高的關係而有駝背的習慣，這部分在戰鬥時更加明顯。戰鬥力非常人所及，真實實力深不可測。
她是深淵第二層的「監視基地」的駐守者，手下有一支称为“臥地”的探窟队。於深淵四層發現萊薩的白笛及其探窟紀錄，雖然嘴上不說，但曾為了萊薩而吃起莉可父親德卡的醋。
曾與萊薩一同將載有莉可的「除去詛咒的搖籃」運上地面，是莉可的救命恩人。等待著莉可的到來，並讓莉可與雷格兩人接受她的嚴苛修練。
喜歡吃稀奇古怪的食物，嘴上不饒人，討厭欺騙小孩子。外表雖然陰沉，但個性比起其他白笛十分溫柔，被網友暱稱為「天使卿」。
真實年齡是個謎，據説50年前就已經獲得「不動卿」的稱號並有許多關於她恐怖怪力的傳言。頭上奇怪的髮型是因爲要遮蓋從深淵來回經歷精神和肉體極限所造成的扭曲傷疤。
於劇場版中的補充小劇場「馬魯魯克的日常」中，從她與馬魯魯克的相處中得知，她其實有著愛惡作劇的一面。
馬魯魯克（Marulk，聲優：豐崎愛生）
是不動卿歐蘭的徒弟，持有蒼笛。多年前在深淵二層墜毀的飛空船被歐蘭撿回。身患怪病，皮膚不能受到陽光照射，於是歐蘭陪他長居於深淵二層。
平時穿著女裝，實際上為男性，自稱為「僕（ぼく)」。因與莉可年齡相近，和莉可還有雷格非常投契，離別時非常不捨，甚至希望他們留下。
臥地（じぶせり）
隸屬於不動卿歐蘭底下的探窟隊，成員有三位：希姆雷特（聲：川原慶久，為黑笛）、耶爾梅（聲：新祐樹）、札霍爺（聲：中務貴幸）。原本在莉可一行到访时，被歐蘭命令躲在監視基地特定房間不可出來，但受馬魯魯克請求而出來阻止歐蘭對莉可和雷格的打鬥。 後來支持莉可和雷格完成歐蘭的生存訓練。 被歐蘭評論為：「只是群地面沒有居身之處的傢伙罷了」。

## 奈奈祈的基地
米蒂（Mitty，聲優：喜多村英梨）

奈奈祈的好友。憧憬白笛探窟家的少女，與數位孩童一同參與黎明卿的下探深淵之行，期間與奈奈祈成為好友。兩人遭到黎明卿下探六層回歸的深淵詛咒負荷實驗，被選定為承受雙倍詛咒之人，在上升過程中喪失人類機能，完全成為外表如異形般的「慘劇終末」，不再具有溝通能力，雖獲得不死之身，但仍會感到痛苦。被黎明卿拿來作實驗研究其不死的定義，歷經了至少九次「死而復甦」。奈奈祈不忍米蒂受苦而帶著她逃離，並因為她在實驗中哀求將自己殺死，而注射了好幾種毒想讓她解脫，但均告無效。期間產生的血清後被用作幫莉可解毒的治療藥。
米蒂唯一的傷口左眼窩，是被彭多爾多持有之一級遺物「回歸樞機之光」（sparagmos）所擊穿，並反常地無法再生。因光的特徵與火葬炮相似，奈奈祈推估能用火葬炮一次了結米蒂。最後雷格在奈奈祈請求下使用火葬炮結束米蒂的生命。
之後彭多爾多因观测到其死亡，故推测奈奈祈找到了「奈落的至寶」。

## 前線基地
彭多爾多（Bondrewd，聲優：森川智之）
被稱為「嶄新之彭多爾多」、稱作「黎明卿」的探窟家，持有白笛。在深淵探勘的領域帶來黎明一般劃時代進展的男人，深淵對他極為重要。
他是一名純粹的研究者和科学家，旗下的研究助手與探窟隊稱為祈手（UmbraHands）。善惡概念對他來說完全不適用，但對於感興趣的事物會用盡方法研究到底，為了探索深淵的秘密不擇手段，運用激進的行為一再進行不人道實驗。奈奈祈、米蒂以及普魯修卡都是他的實驗品。他的手下称为“祈手”。
持有特級遺物「精神隸屬機」及未知等級的「回歸樞機之光」和「詛咒之針」、「登至明星」、「觸月」等等遺物。而「精神隸屬機」是能夠隨意轉移意識的遺物，預估他曾使用「精神隸屬機」的力量換過無數個肉體，只要該遺物還在他就是不死之身。所持有的白笛則是最初的自己化成的，外型為一雙合掌祈禱的手。
雷格、奈奈祈、莉可三人原本只想通過基地前往六層，然而彭多爾多卻對雷格的身體產生興趣擅自綁架他進行研究，導致雙方爆發衝突。在得知普魯修卡想與莉可一同冒險的心願後，竟將她製成「填充匣」，用以獲得深淵祝福的身體。最後在與三人的激鬥中，被埋伏的莉可以雷格斷手的火葬砲打倒，由此認定三人挑戰深淵的意念與自己的憧憬相符，在祝福他們的同時也揭露普魯修卡已化為專屬莉可的白笛，使他們得以前往深淵六層展開「絕界行」。
普魯修卡（Prushka，聲：水瀨祈（日本））
居住在深淵五層「前線基地」的女孩，名字的意思是黎明之花，視彭多爾多為父親。實為其中一員「祈手」的女兒，在某次運送事故中受到詛咒而身心受創，將被廢棄之前受彭多爾多的憐憫而活了下來。由於自己在深淵中長大，與莉可相處並聽聞她的旅途後心生憧憬，希望可以和她一起冒險。后被彭多爾多製成用於防禦力場的「填充匣」，用盡後化為屬於莉可的「響徹生命之石」，並在慘劇終末的村莊加工成外觀形似水滴的白笛。
梅喵（Meinya，聲優：原奈津子）
是彭多爾多于普魯修卡小時候送給她的寵物。全名为「梅納利斯特依莉牡」，被称为「变化之子」。能認得主人的味道，甚至在普魯修卡成爲「填充匣」後，也認得她的味道，並在「填充匣」旁發出悲鳴。最後被莉可收養。
奎拉（Gueira，聲優：川田紳司）
是黎明卿彭多爾多手下的一位「祈手」，為黑笛，擔任照顧普魯修卡的工作。後來在莉可等人佈下的陷阱中和其他幾位祈手被卡西歐七尾巨頭蠍吃掉。
伊利姆（Irimu，聲優：原奈津子）
與奈奈祈和米蒂一樣受彭多爾多邀請前來前線基地的青藍色雙馬尾頭髮（動畫中為粉紅色頭髮）的女孩，比奈奈祈和米蒂更早被彭多爾多當作實驗品，成了彈藥包實驗的犧牲者之一。

## 不歸之都（還らずの都）
咿嚕繆咿（illomooie，聲優：久野美咲）
探窟家敢死隊「罡甲」來到島上後收留的土著小女孩，生為家中唯一的女兒卻無法生育，而被部落刻上祭品的刺青後流放至深淵。由於被生母與兄長拋棄的經歷，因此視收留她的布耶可為如同母親的存在。
在深淵第六層定居時與「罡甲」成員誤飲「擬態水」而罹患重病。瓦茲強與布耶可為了拯救眾人，於是將遺物「欲望的搖籃」託付予唯一適合使用的她。孰料咿嚕繆咿對其許下「能持續生孩子」的願望後雖然存活，但肉體卻逐漸失去人形。而生下來的「孩子」（外型類似她的寵物，後被深淵生物捕食）全都活不久便斷氣，後來瓦茲強更將這些嬰兒宰殺，作為唯一的糧食來源。不斷被奪走願望的悲劇使她傷心欲絕，最後崩潰喪失語言能力。
因瓦茲強給予的第二個「欲望的搖籃」，使她最後成為吞噬一切生體，並將之轉化為慘劇終末的巨大未知存在。為了活下去，「罡甲」決定把她當成女王崇拜，進而將自己化為能居住在深界六層的慘劇終末。因此除了布耶可外，貝拉芙、瓦茲強以及「罡甲」成員們最後都被她變成慘劇終末，以她的身體建立了村莊「伊嚕布嚕」。她從瓦茲強身上吸收的第三個「欲望的搖籃」，最終反映她對「罡甲」殘殺自己所生的孩子，以及為安居而褻瀆其身的仇恨，生下么女法普妲來賦予讓自己解脫的使命。
卡布倫（Gabourun，聲優：竹内良太）
曾被破壞的干涉器，與法普妲相遇並被喚醒，授予法普妲名字及「母親的語言」相關知識。被法普妲授予名字，母親的語言意思為"女王的守護者"。
為了尋找下一個價值而起身陪伴法普妲行動。其後為了要阻止失控的法普妲而當面擋下攻擊，最終在村子力場消失之際被入侵的龍娑彩踩壞。
布耶可（Vueko/Vueloeluko，聲優：寺崎裕香）
被囚禁在村莊「伊嚕布嚕」底部的神祕女子，經歷過村莊的建立，是當時唯一維持人形的倖存者。本名「布耶洛耶爾可」，出身為雛妓，因不堪養父酋洛依摩的虐待與蔑視，於是將他收藏的深淵遺物「星之羅盤」盜走，其後加入敢死隊「罡甲」成為「三賢」之一，負責深淵遺物的管理及團隊後勤。
她所屬的團隊抵達深淵第五層的上升祭壇時，巧遇一名手持疑似白笛效果的石頭的慘劇終末，並將祭壇啟動，一行人因此抵達深淵第六層，找到了傳説中的「黃金鄉」。但當確認這座都市其實是深淵的大型食人陷阱後與團員急忙離開，卻因不知道深淵詛咒的副作用導致數名團員犧牲，於是隊長瓦茲強決定將團隊留在此地，成為深淵六層「黃金鄉」的初代子民。
是咿嚕繆咿唯一的精神支柱。咿嚕繆咿異變之後曾試圖殺死她後再自殺，卻因咿嚕繆咿給擁抱而打消念頭。期後當瓦茲強決定利用咿嚕繆咿使「罡甲」的所有成員變成慘劇終末於深淵生存下去時，企圖墮崖自殺，但瓦茲強為免咿嚕繆咿因此衰弱致死，將她救回並囚禁於咿嚕繆咿的身體裡，直到被莉可救出。
罡甲敢死隊其他團員在深界六層求生過程中或死亡或獻身成為慘劇終末，而她因為與咿嚕繆咿連結以及村子價值逐漸增加，使她能不變成慘劇終末的狀態下以人類的身分生存至今，亦是唯一團員能以人類之姿一直活下來。
當村莊被破壞的那一刻，咿嚕繆咿對她的加護（無詛咒力場干擾）消失，受到上升詛咒的影響最終亦變成了慘劇終末。法普妲使盡力量摧毀村莊的原生柱（母親本體）後，在法普妲的懷中訴說心聲後含笑而逝。
瓦茲強（Wazukyan，聲優：平田廣明）
「罡甲」探窟家敢死隊的隊長，建立村莊「伊嚕布嚕」的「三賢」之一，臉型瘦削、眼影厚重的男子，有食蟲以增強免疫力的習慣。為了尋找傳説中的「黃金鄉」而來到深淵，被稱為「如神降臨的預言者」，預言了深淵、黃金鄉以及布耶可會帶着星之羅盤來找罡甲的發展。
由於無法了解預言的詳細過程，瓦茲強常不擇手段也要盡力達成預言。罡甲隊員被「擬態水」毒害時，他同意將「欲望的搖籃」給予咿嚕繆咿，致使她變為後來的樣子。為了解決食物不足的問題，將咿嚕繆咿死去的孩子當作緊急糧食。後來意外發現在肉質新鮮時食用還能舒緩病症，於是又持續奪走她仍未斷氣的孩子進行烹調，以維持探險隊的生存。甚至布耶可病重時，瓦茲強為了避免咿嚕繆咿因連結跟著衰弱而死，給了第二個「欲望的搖籃」，使她的身體變異膨脹成了村莊的前身。
目睹貝拉芙被咿嚕繆咿化為慘劇終末後，欲帶領團員進入她的體內，並認為這就是他們的故鄉。但布耶可為了解脫咿嚕繆咿的痛苦而欲自殺，瓦茲強即時阻止了她，亦因而被布耶可發現他違背干涉器的勸告，使用了第三個「欲望的搖籃」。其後成為外表覆蓋著半紅半白甲殼、擁有兩角的慘劇終末。
在莉可的推測之下，認為瓦茲強實則未曾放下邁向深淵探險的夢想，說他「絕不可能會選在『入口』結束」。莉可也猜測瓦茲強是希望她使用「欲望的搖籃」，讓他們脱離村莊的束縛，並繼續走下去。
在法普妲攻擊村莊時，用盡全身的力量保護村莊及布耶可。在死去前希望莉可等人帶著法普妲繼續往深淵邁進。
貝拉芙（Belaf，聲優：齋賀光希）
「罡甲」探窟家敢死隊的一員，建立村莊「伊嚕布嚕」的「三賢」之一。特徵為左臉有黑色胎記的短髮女子，擅長解讀語言及圖像、鑑定生物，與島嶼部落和干涉器的溝通也大多是由她負責。在第六層中首位發現唯一水源實為生物「擬態水」，遭其毒害而病倒，期間雖吃下咿嚕繆咿的孩子而復原，卻在感到美味與違背良知、深感內疚的矛盾下精神崩潰，為了贖罪而率先向咿嚕繆咿獻身，進入她的體內化為如同白色蜈蚣的慘劇終末，原本美麗的藍色雙瞳也從此變成貪圖吸食的口器。
在黎明卿探訪村莊時，曾想要交換他帶來的米蒂。遭到拒絕後獻出了近乎一半的器官，換取村莊為他複製了一個連當下的靈魂都完全重現的米蒂。
在奈奈祈拜訪貝拉芙時，奈奈祈為了重新與米蒂相聚，將自身賣給了貝拉芙。在莉可前來營救奈奈祈時，提出要求要莉可拿身上器官或雙腳來交換。
在法普妲進入村子後，恢復了記憶，喚醒奈奈祈並通過氣味將記憶傳給奈奈祈並放奈奈祈自由。在遇見法普妲時，主動與她交戰而被擊碎，臨終前將記憶傳給了法普妲。
酋洛依摩（Juroimoh，聲優：佐佐木祐介）
新的「三賢」之一，體型巨大，能從體內拿出利刃，其價值是「激烈的行為（激しい営み）」。為「伊嚕布嚕」讀取布耶可的記憶後生成的守護者，因此與布耶可的養父同名，並非慘劇終末。在村莊感應到雷格帶著法普妲的殘肢後，認定他傷害公主而與清算聯手試圖消滅雷格，並意外讓雷格打破村莊的外壁。最終與法普妲一同抵抗入侵的深淵生物，但最終因數量太多不敵而亡。
瑪其卡恰（Majikaja，聲優：後藤弘樹）
居住於深淵六層的村莊「伊嚕布嚕」的一名慘劇終末，負責接待抵達村莊的莉可、雷格與奈奈祈，會說通用語。本體是氣味，沒有實體。能夠透過交換不同容器成為性能不同的樣態。
在村莊即將崩毀之際，其容器也損毀，之後不完全地附著到法普妲身上，為莉可一行擋住落下的殘骸後同村莊一起消失。此後法普妲似乎受他影響而染上敲爪子的習慣。
「嘛啊啊」（Maaa-san，聲優：市之瀨加那）
居住於深淵六層的村莊「伊嚕布嚕」的一名慘劇終末，曾經誤傷莉可的喵遭到「價值的清算」。由於不會說話，所以也無從得知他的姓名，莉可利用他常發出的叫聲「嘛啊啊」（マアア）命名。在莉可和奈奈祈、雷格分散後被村莊其他慘劇終末攻擊時，救了莉可並短暫成為她的夥伴。
在村莊崩毀前將莉可給的布娃娃返還，之後連同村莊一起消失。
波里幽（聲優：上田燿司）
居住於深淵六層的村莊「伊嚕布嚕」的一名慘劇終末，是一個寶石工匠，能將響徹生命之石加工成白笛。村莊被大雲霞入侵時，因自身便是整座工房的本體，無法逃脫而將加工好的白笛還給莉可後，留下來抵抗大雲霞，隨即不敵被啃食而死。
姆基（Moogie，聲優：齋藤貴美子）
居住於深淵六層的村莊「伊嚕布嚕」的一名慘劇終末，是一位食堂的老闆娘，會說通用語。與許多村民一樣，原本也是挑戰深淵的探險家，即使進入「伊嚕布嚕」後也夢想著再度出發，但得知瓦茲強的目的時，反認為自己的夢想不該讓他人背負，在村莊被破壞時選擇保護莉可。最後受法普妲的呼喚，決定讓公主代替自己前進後被她吸收。
帕可芽（Pakkoyan，聲優：美坂朱音）
居住於深淵六層的村莊「伊嚕布嚕」的一名慘劇終末，外型為藍髮及獨眼。前身「罡甲」探窟家敢死隊的一員，與布耶可同屬後勤的職務，兩人有肌膚之親。
在力場進入村子後，帕可芽為了救受到上升負荷詛咒的布耶可，自己也消散而逝。
亞加波卡（Ajapoka，聲優：田島章寬）
居住於深淵六層的村莊「伊嚕布嚕」的一名慘劇終末，身負的價值不明。前身「罡甲」探窟家敢死隊的一員，身為人類時為體格壯碩的大漢，負責搬運重物、擊退威脅、採集等事務。
法普妲進入村子時，趁她鑽入其他慘劇終末體內，連同對方一起攻擊，卻因此遭到清算身亡。

## 詛咒船隊（ヘイルヘックス）
神祕卿史錸喬麾下的探窟隊，與莉可的小隊在深淵第六層底部相遇後一同前往深淵第七層。成員幾乎都為「獸相」，即生來就是慘劇終末的人們。
史錸喬（Srajo）
是被稱為「神秘之史錸喬」、稱作「神秘卿」的探窟家，在漫畫第十五話首次被提及。是位女性，擁有探窟隊「詛咒船隊」。在深淵第六層與莉可一行人相遇。史錸喬提到他們為了尋找因追蹤「巫女」而失蹤的夥伴，未經申請便進行「絕界行」而與黎明卿發生衝突，強行通過前線基地，來到深淵六層。
亞塔拉馬爾（Yataramaru）
詛咒船隊的一員，身材高壯的「獸相」男性，黑笛。擔任「戰鬥番」，負責運輸、紮營、還有伙食。
尼夏可拉（Nishagora）
詛咒船隊的一員。擁有巨獸身型的「獸相」女性，黑笛。擔任「衝鋒番」，負責保鑣的工作。
楔爾米、梅納耶（Sherumi,Menae）
詛咒船隊的成員，為一對「獸相」雙胞胎姊弟。沒有四肢，平時依靠義肢行動，身上長有六顆乳頭。擔任「狙擊番」。
媞帕絲特（Tepasté）
年輕的女性人類。原先與其前輩格萊瓦利在深淵六層中行動，與格萊瓦利走散後遭遇尼夏可拉，之後被俘，因此成為詛咒船隊的一員。
似乎認識未知的白笛「巫女」。
芙拉帕姆（Frapam）
詛咒船隊的成員，平時像布娃娃一般趴在史錸喬的肩上，也是「獸相」。擔任「倉庫番」。

## 其他角色
米歐（Mio，聲優：日高里菜）
番外篇主角。吉路歐的朋友，環遊世界的藥劑師。受吉路歐之託治療生病的裘伊。但將裘伊帶到國外商隊的治療船上後，尚未治療卻奇蹟似康復，自己也十分驚訝。
容貌7年也没有改变。
萊薩（Lyza，聲優：坂本真綾）
莉可的母親，歐蘭的徒弟，吉路歐的師傅。被世人稱為「殲滅之萊薩」、稱作「殲滅卿」的傳說探窟家，持有白笛以及一級遺物「無盡鎚」，是目前已知的白笛持有者中最年輕的，在記錄中創下反殺他國來襲之探窟家多達十二次。在國家命令回收特級遺物「時間靜止之鐘」一行途中在深淵第四層產下莉可，最後與歐蘭放棄此鐘並一同將裝著莉可的「除去詛咒的搖籃」運回地面，之後又去別國報復後收回此鐘。根據吉路歐的說法，是個酗酒愛鬧事，任性挑食的怪人。
十年前在莉可約2歲時，開始絕界行（指無法回來的旅程），自此下落不明。十年後傳回地面的是一張寫著「在奈落的盡頭等妳」的字條和到深淵六層底部為止的冒險紀錄。多次在雷格的殘存回憶中出现。
德卡（Torka，聲優：村瀨步）
莉可的父親，黑笛。萊薩赤笛時期的同級生兼隊友，有著與年齡不符的嬌小身形。據吉路歐所述，死於12年以前試圖回收遺物「時間靜止之鐘」的行動中。
瓦格納（Wakuna）
是被稱為「被選上之瓦格納」、稱作「先導卿」的探窟家，在漫畫第十七話首次被提及。在歐蘭與莉可、雷格口述停留於深淵第五層的白笛時提到，是一個年紀較大的白笛，未經由前線基地並利用自身持有的遺物潛入深淵第六層的白笛之一。
格萊瓦利（Cravali）
原先在深淵六層中行動，與媞帕絲特走散後氣力用盡死亡。其屍體曾被莉可一行人發現。
似乎認識未知的白笛「巫女」。
巫女（Miko）
疑似為未知的白笛，目前僅在格萊瓦利、媞帕絲特及尼夏可拉等人的對話中提到過。

## 深淵生物
不屈之花（ Tokoshiekou）
別名:永久香，在任何土地都能扎根開花，會散發出吸引人的香味，味道很刺激，常被用做食材或香辛料，在奧斯鎮有在喜慶或悲傷事情的時候，把花灑向阿比斯的習慣。:112。
槌嘴鳥（ Tsuchibashi）
危險度：★（輕微），特徵是和鳥嘴連成一體的堅硬頭骨，主要棲息於表層到約深界四層。棲息地遼闊的鳥類，頭骨可當天然打火石也可當容器，肉也美味可口。被探窟家視為珍寶。:54。
紅蛇（ Benikuchinawa）
危險度：★★★★（致命級），又譯血口大蛇，是一種喜愛吞噬遺物的大蛇，能夠乘著氣流漂浮。主要棲息在三層的大斷層。:90。
後光牙（ Gokouge）
危險度：★★（要警戒），又譯毒針線蟲，是棲息於第一層的大型昆蟲。會將黏性的觸毛分佈在勢力範圍內側，等待獵物上鉤。只對踏入勢力範圍的獵物出手，故只要逃出勢力範圍將不被加以追捕。:46。
天霧樹（ Amagiri）
自古流傳在阿比斯遇難迷失方向時尋找此樹的說法，新芽必定朝向阿比斯的北方，枝必定朝向阿比斯的中心。
啼屍（ Nakikabane）
危險度：★★★（嚴重的），又譯泣屍鳥，是棲息於第二層的大型鳥類。特徵是三目並且沒有鳥啄，主要以舌頭吮食獵物的肉與內臟。聲帶發達會模仿受害者的叫聲來吸引其他獵物，雛鳥可被馴服。:142。
隠秒（ Inbyo）
又譯捕風猴，作品並未詳細說明，作品第一次出現於第二層逆之森。曾經拿類似樹枝、石頭等物品攻擊莉可與雷格。
落花黽（ Rohana）
只生長在乾淨水的一種昆蟲，特徵是尾部會發光，作品第一次出現於第二層。在歐蘭給莉可與雷格的生存課題內出現，動畫中莉可隨即遭到在水中的驅河馬攻擊。
驅行獸（ Ottobasu）
危險度：★★★（嚴重的），又譯驅河馬。棲息於第二層最底部外圍的大型水棲動物，本是外來生物。奇蹟般在阿比斯扎根繁衍，因敵不過阿比斯原生生物，被趕至力場較薄弱的第二層逆之森最深處並定居。在歐蘭給莉可與雷格的生存課題內出現。:24。
圓雀（ Madokajack）
作品並未詳細說明，作品第一次出現於第三層大斷層。
甘瓶草（ Amakagame）
作品並未詳細說明，作品第一次出現於第三層大斷層。在動畫中以自己內部強烈的薔子果味道吸引莉可，讓莉可陷入胃袋中意圖消化。因莉可切開內部的一部份而成功逃離。
毯毯鼠（ Neritantan）
危險度：☆（安全），又譯涅里毯毯，棲息於第三層、植物縱橫伸展根部內，模樣扁平的小動物。棲息的植物根部會形成空洞，葉子、花、果實都會在根的內側生長，與此植物屬於共生關係。大概是因為吃果實的緣故肉質很鮮美，適合做任何料理。:66。
官方表示會推出此角色的周邊絨毛玩偶。。
天台蔓（ Dairakazura）
生長於第四層的植物，也是巨人之杯的命名原因，上方展開的部份是捕食器官，只有此部分是天台蔓，下方是由其他的植物在支撐。
穿彈獸（ Tamaugachi）
危險度：★★★★★（毫不講理），又譯穿珠，主要棲息於第四層，地盤性極強且與探窟路徑重疊。有著劇毒背刺與感應力場的紅色臉盤。值得一提的是，穿珠性情殘暴，但卻意外地是隻草食動物。:142。
在故事劇情中，莉可是因為受到了穿珠的攻擊才中毒，後接受奈奈祈的治療。
岸木鱒（ Gankimasu）
危險度：不明，作品並未詳細說明。目前作品於第一層、第四層各出現過一次。奈奈祈要求雷格在深淵四層中取其做特製奈落燉菜。
鬼鎚嘴鳥（ Onitsuchibashi）
又譯槌嘴鬼鳥，作品並未詳細說明，作品第一次出現於第四層巨人之杯。奈奈祈要求雷格在深淵四層中取其的蛋做特製奈落燉菜。
水菇（ Mizukinoko）
第一次出現於第四層，寄生於竹熊，與小竹熊為共生關係，在宿主衰弱的時候會將儲存的營養分給宿主讓它恢復活力，可移植種到人體上，還可防止腐爛，只有取下來會很痛這個缺點。
竹熊（ Takeguma）
第一次出現於第四層，與水菇為共生關係。
永偽蟲（ Kuongatari）
危險度：★★★★★（毫不講理），又譯語僵虱，是一種會偽裝成植物的昆蟲。成體會在巢穴附近擬態成不屈之花的葉子，並且攻擊附近的活物，植入幼體，進而侵蝕腦袋而成為幼體的飼料。
當活動期時會發出訊號，引起所有成體的大規模攻擊。原應棲息於六層，因深淵的生態環境變化而將棲息地擴大並轉移至四層中部的「不屈谷」，曾一度被彭多爾多列為研究樣本之一。:110
蠍掌頭（ Kassyogashira）
主要棲息於第五層，為第五層最強大的生物，可瞬間擊殺多位祈手，外觀是有著七條尾巴的大蝎子，尾巴有著能溶解骨頭與肌肉的毒，巢穴附近會有獨特的臭味。
龍娑彩（ Ryuusazai）
危險度：★★★★★★（異常），又譯龍鬃螺鴆。鱗甲有毒，受到攻擊會破裂。不顾忌詛咒对自己的影响而全方位的移動，公鳥碰到公鳥會打架，碰到虛弱的個體時也會直接將其殺死。在深淵六層中，一隻的危險程度好比百隻語僵蝨。攻擊力強且能感應力場，雷格的手受牠攻擊時曾被打出缺口。
空前蜥（ Mizoujack）
危險度：不明，主要棲息於第六層地熱附近。其所產的蛋非常美味。
大雲霞
危險度：不明，棲息在深界六層的「鐘樓」（來無回之都）內部，其全身構造非單一生物個體，本身就是一座生物的巢穴，外層的果凍膜是無數透明的雄蟲構成，內部的骨骼構造是巢穴本體，雄蟲群中會誕生出一隻巨大的女王個體，藏身在巢穴中做為移動的總指揮。
有著水母般的外型，外層的果凍膜內部比空氣還輕，因此能快速飛行，同時具有捕食與防禦、消化獵物的特性，是極為特殊的外層器官；被包覆其中的本體為未知的大型骨骼、毛髮、五根圓筒構造的器官所組成，器官有視覺的功能，且本身能感應深淵的詛咒力場，因此和龍鬃螺鴆一樣不受詛咒影響，但進入沒有力場的地帶時，感應器官會失效，僅依照視覺功能與生物本能進行移動與捕食獵物，同時也無法分辨鏡子與實體的差異。
非群聚性生物，沒有成群狩獵的特性，都是獨立行動個體；肉食性，捕食獵物的方式為以延展黏膜的一部份侵入獵物肉體後吸吮啃食；攻擊性極強，面對比牠大三倍的敵人也毫不畏懼；地盤意識強，且地盤劃分範圍極廣，甚至與同類的地盤重疊時也有鬥爭特性，碰到其他個體會加以威嚇甚至打鬥，其執念甚至可以放棄附近的其他獵物。
最初登場為牠因從「來無回之都」內部遊走而誤闖無力場地帶並出現於生骸村，大肆啃食該村居民，最終被莉可、雷格與生骸村民聯手狩獵成功。

## 註解
1. ↑  原文為
2. ↑  漫畫第43話尚未出版